# El médico módico
El médico módico es una película de comedia familiar mexicana, filmada en 1969 y estrenada el 12 de agosto de 1971, escrita por Miguel Zacarías, dirigida por Gilberto Martínez Solares y protagonizada por Gaspar Henaine «Capulina», Nora Larraga «Karla», Betty Velázquez e Irma Torres. El argumento y la secuencia de esta película son similares y/o diferentes a los de las cuatro películas, El médico de las locas (1955), de Germán Valdés «Tin-Tan», Échenme al gato (1958), de Adalberto Martínez «Resortes» y Eulalio González «El Piporro», Una señora movida (1959), de Antonio Espino «Clavillazo» y El señor doctor (1965), de Mario Moreno «Cantinflas».

## Argumento
Capulina trabaja como mecánico de ambulancias que se hace pasar por médico, pero tras tomar un curso, el director del hospital lo asciende a enfermero. Apoyado por la enfermera Carmen, Capulina empieza a atender enfermos en su barrio, pero al atender a Don Arsenio se encontrará con unos maleantes que le complicarán la vida dentro del hospital.

## Elenco
- Gaspar Henaine como Capulina.
- Nora Larraga «Karla» como Carmen, enfermera
- Eric del Castillo como Luigi.
- Óscar Ortiz de Pinedo como Don Arsenio.
- Juan Gallardo como Juan.
- Pancho Córdova como Director del hospital.
- Ramón G. Larrea como Eufemio Gallínazo.
- Betty Velázquez como Enfermera cajera.
- Nathanael León "Frankenstein" como Secuaz de Luigi.
- Juan Garza como Secuaz de Luigi.
- Armando Acosta como Policía.
- Guillermo Bravo Sosa como Melquiádes.
- Irma Torres como Mujer infartada.
- Francisco Meneses como Marido de mujer infartada.
- Arturo Silva